# Pluchea symphytifolia
Pluchea symphytifolia là một loài thực vật có hoa trong họ Cúc. Loài này được (Mill.) Gillis miêu tả khoa học đầu tiên năm 1977.